# 푸떤현 (까마우성)
푸떤현(베트남어: Huyện Phú Tân / 縣富新)은 베트남 메콩강 삼각주 까마우성의 현이다.

## 행정 구역
푸떤현은 1시진, 8사를 관할하고 있다.

### 시진
- 까이도이밤 시진 (Thị trấn Cái Đôi Vàm, 該隊汛市鎭)

### 사
- 응우옌비엣카이 사 (Xã Nguyễn Việt Khái, 阮曰楷社)
- 푸미 사 (Xã Phú Mỹ, 富美社)
- 푸떤 사 (Xã Phú Tân, 富新社)
- 푸투언 사 (Xã Phú Thuận, 富順社)
- 락쩨오 사 (Xã Rạch Chèo, 瀝棹社)
- 떤하이 사 (Xã Tân Hải, 新海社)
- 떤흥떠이 사 (Xã Tân Hưng Tây, 新興西社)
- 비엣탕 사 (Xã Việt Thắng, 越勝社)